# Cremastus bellicosus
Cremastus bellicosus là một loài tò vò trong họ Ichneumonidae.